# Primavera anticipada
Primavera in anticipo (en español: Primavera anticipada) es el noveno álbum de estudio en la carrera discográfica de Laura Pausini y el séptimo disco en español, editado por Atlantic Records. Se publicó el 11 de noviembre de 2008. Primavera anticipada ganó en el año 2009 Latin Grammy Award en la categoría «Mejor álbum vocal pop femenino». Primavera in anticipo debutó en el número uno en la lista de álbumes italianos y se mantuvo en el primer lugar durante nueve semanas consecutivas. Más tarde fue certificado diamante por la Federación de la Industria Musical Italiana por rebasar más de 650 000 copias vendidas, en Chile el álbum superó las 264 000 copias. En Suiza, fue certificado como disco de platino por la Federación Internacional de la Industria Fonográfica región Suiza, en México el álbum certificó disco de oro. En los Estados Unidos según Nielsen SoundScan Primavera anticipada en su semana número veinticuatro en dicho país rebasaba las 41 796 copias, y en Francia el álbum en sus primeras semanas a la venta en el 2008 llevaba vendido 26 280 copias. El álbum ha vendido más de 1.500.000 copias en todo el mundo. Para la promoción del álbum, Pausini realizó un tour mundial titulado Laura Live Gira Mundial 09, con el cual ofreció 88 conciertos y recorrió países cómo: Italia, Francia, Bélgica, Alemania, Finlandia, España, Malta, México, Mónaco, Suiza, Suecia, República Dominicana, Perú, Chile, Argentina, Brasil, Estados Unidos y Canadá.

## Detalles sobre el álbum
Primavera anticipada fue descrito por los críticos de música como el álbum más personal de Pausini hasta la fecha. Pausini coescribió cada canción incluida en el álbum, a excepción de la pista «Prima che esci / Antes de irte», escrito por el cantautor de rock italiano, Gianluca Grignani. El álbum cuenta con la canción «Primavera anticipada (It Is My Song)», a dúo con el cantante británico James Blunt.
El álbum fue anticipado por el sencillo «En cambio no», publicado el 24 de octubre de 2008. La canción fue escrita por Pausini y Niccoló Agliari, producida por Pausini y Paolo Carta. La muerte de la abuela de Pausini fue la inspiración para la canción. Se habla de la nostalgia de una persona. La música habla de cosas que no se dijeron y viejos recuerdos. La canción comienza con una introducción al piano, continuando con un sonido más rock. La canción narra el sentimiento de las personas que sufren por no ser capaz de decir lo que quisieran a un ser querido que falleció. Este tema hizo parte de la banda sonora de la telenovela mexicana En nombre del amor.
La canción también cuenta con una versión en idioma portugués con el título «Agora não» y se incluye en la versión brasileña del álbum.
Como segundo sencillo se publicó «Primavera anticipada (It Is My Song)», el cual gozó de éxito en Europa y América Latina. El tercer y último sencillo se tituló «Un fatto ovvio / Un hecho obvio».

## Lista de canciones

### Primavera anticipada
| #   | Título | Duración |
| --- | --- | -------- |
| 01. | “Alzando nuestros brazos” • Música: Paolo Carta • Lírica: Laura Pausini, Cheope                               | (03:29)  |
| 02. | “En cambio no” • Música: Laura Pausini, Paolo Carta • Lírica: Laura Pausini, Agliardi                         | (03:55)  |
| 03. | “Primavera anticipada (It Is My Song)” • Música: Daniel • Lírica: Laura Pausini, Cheope, James Blunt          | (03:28)  |
| 04. | “Del modo más sincero” • Music: Daniel • Lyric: Laura Pausini, Cheope                                         | (03:25)  |
| 05. | “Un hecho obvio” • Music: Daniel • Lyric: Laura Pausini, Cheope                                               | (03:08)  |
| 06. | “Mis beneficios” • Music: Daniel • Lyric: Laura Pausini, Cheope                                               | (03:45)  |
| 07. | “Antes de irte” • Music & lyric: Gianluca Grignani                                                            | (03:46)  |
| 08. | “Más que ayer” • Music: Daniel • Lyric: Laura Pausini, Cheope                                                 | (03:32)  |
| 09. | “Bellísimo así” • Music: Federica Fratoni, Daniele Coro • Lyric: Laura Pausini, Cheope                        | (03:52)  |
| 10. | “La impresión” • Music: Daniel • Lyric: Laura Pausini, Cheope                                                 | (04:05)  |
| 11. | “La geografía de mi camino” • Music: Paolo Carta, Laura Pausini • Lyric: Laura Pausini, Cheope, Agliardi      | (03:53)  |
| 12. | “Cada color al cielo” • Music: Antonio Galbiati, Federica Fratoni, Paolo Carta • Lyric: Laura Pausini, Cheope | (03:47)  |
| 13. | “Primavera anticipada” • Music: Daniel • Lyric: Laura Pausini, Cheope                                         | (03:28)  |
| 14. | “Hermana tierra” • Music: Daniel • Lyric: Laura Pausini, Cheope                                               | (04:08)  |

### iTunes Bonus
| #   | Título                                                                          | Duración |
| --- | ------------------------------------------------------------------------------- | -------- |
| 15. | “Un tiempo en el que vivir” • Music: Paolo Carta • Lyric: Laura Pausini, Cheope | (04:12)  |
| #   | Título                                                                          | Duración |
| 16. | “Agora não” • Music: Paolo Carta • Lyric: Laura Pausini, Cheope                 | (03:56)  |

### Primavera In Anticipo
| #   | Título | Duración |
| --- | --- | -------- |
| 01. | “Mille Braccia” • Música: Paolo Carta • Lírica: Laura Pausini, Cheope                                                      | (03:29)  |
| 02. | “Invence No” • Música: Laura Pausini, Paolo Carta • Lírica: Laura Pausini, Agliardi                                        | (03:57)  |
| 03. | “Primavera In Anticipo / It's my song (dúo con James Blunt)” • Música: Daniel • Lírica: Laura Pausini, Cheope, James Blunt | (03:28)  |
| 04. | “Nel Modo più sincero che c'è” • Music: Daniel • Lyric: Laura Pausini, Cheope                                              | (03:26)  |
| 05. | “Un Fatto ovvio” • Music: Daniel • Lyric: Laura Pausini, Cheope                                                            | (03:08)  |
| 06. | “Il mio beneficio” • Music: Daniel • Lyric: Laura Pausini, Cheope                                                          | (03:45)  |
| 07. | “Prima che esci” • Music & lyric: Gianluca Grignani                                                                        | (03:46)  |
| 08. | “Più di ieri” • Music: Daniel • Lyric: Laura Pausini, Cheope                                                               | (03:32)  |
| 09. | “Bellísimo cosi” • Music: Federica Fratoni, Daniele Coro • Lyric: Laura Pausini, Cheope                                    | (03:52)  |
| 10. | “L'impressione” • Music: Daniel • Lyric: Laura Pausini, Cheope                                                             | (04:06)  |
| 11. | “La geografia del mio cammino” • Music: Paolo Carta, Laura Pausini • Lyric: Laura Pausini, Cheope, Agliardi                | (03:54)  |
| 12. | “Ogni colore al cielo” • Music: Antonio Galbiati, Federica Fratoni, Paolo Carta • Lyric: Laura Pausini, Cheope             | (03:47)  |
| 13. | “Primavera in anticipo” • Music: Daniel • Lyric: Laura Pausini, Cheope                                                     | (03:28)  |
| 14. | “Sorella Terra” • Music: Daniel • Lyric: Laura Pausini, Cheope                                                             | (04:08)  |

## Posicionamiento mundial
| País           | Lista (2008-09)                           | Mejor posición | Ref.   |
| -------------- | ----------------------------------------- | -------------- | ------ |
| Alemania       | Media Control Charts                      | 34             | [ 10 ] |
| Argentina      | Top 20 álbumes                            | 20             | [ 11 ] |
| Austria        | Top 75 Álbumes                            | 7              | [ 12 ] |
| Bélgica        | Ultratop Top 100 Wallonia                 | 22             | [ 13 ] |
| Bélgica        | Ultratop Top 100 Flandes                  | 82             | [ 14 ] |
| Croacia        | Croatian Top 40                           | 8              | [ 15 ] |
| España         | Álbum Top 100                             | 10             | [ 16 ] |
| Estados Unidos | Latin Pop Albums                          | 4              | [ 17 ] |
| Estados Unidos | Top Latin Albums                          | 15             | [ 17 ] |
| Finlandia      | Álbum Top 50                              | 25             | [ 18 ] |
| Francia        | Francia Top 200                           | 27             | [ 19 ] |
| Grecia         | Top 50 Ξένων Aλμπουμ                      | 35             | [ 20 ] |
| Italia         | Classifiche Albums Top 100                | 1              | [ 2 ]  |
| México         | Amprofon Top 100                          | 8              | [ 21 ] |
| México         | Amprofon Top 100 (Álbum edición italiana) | 67             | [ 2 ]  |
| Países Bajos   | Dutch Álbum Top 100                       | 59             | [ 22 ] |
| Perú           | Top 20 - Phantom Music Store              | 15             | [ 23 ] |
| Suecia         | Sverigetopplistan - Albums Top 60         | 43             | [ 24 ] |
| Suiza          | Schweizer Hitparade                       | 4              | [ 25 ] |
| Europa         | European Top 100 Albums                   | 14             | [ 26 ] |

## Certificaciones
| Territorio     | Organismo certificador | Certificación | Ventas certificadas | Simbolización | Ref.          |
| -------------- | ---------------------- | ------------- | ------------------- | ------------- | ------------- |
| Chile          | IFPI - Chile           | —             | 264 000             | —             | [ 27 ]        |
| Estados Unidos | Nielsen SoundScan      | —             | 41 796              | —             | [ 30 ]        |
| Francia        | SNEP                   | —             | 26 280              | —             | [ 31 ]        |
| Italia         | FIMI                   | 6x Platino    | 650 000             | 6▲            | [ 32 ] [ 33 ] |
| México         | Amprofon               | Oro           | 50 000              | ●             | [ 34 ]        |
| Suiza          | IFPI - Suiza           | Platino       | 30 000              | ▲             | [ 35 ]        |